# 1981年カナダグランプリ
1981年カナダグランプリは、1981年F1世界選手権の第14戦として、1981年9月27日にサーキット・ジル・ヴィルヌーヴで開催された。

## 概要
前戦イタリアグランプリで3位に入ったロイテマンがドライバーズランキングトップに立ち、3ポイント差でピケが追うという展開で、カナダグランプリを含む残り2戦、チャンピオン争いは事実上この2人に絞られている。
一方、アラン・ジョーンズが今季限りでの引退を突然表明（フランク・ウイリアムズに伝える前に引退表明をしてしまった）し、ニキ・ラウダが来季F1のカムバックを目指しドニントン・パークでマクラーレンをテストしているという噂も広がっていた。
予選はピケがポール、ロイテマンが2番手とチャンピオン争いの激しさそのままになった。ターボ勢は振るわず、プロスト4位、ビルヌーブは11位であった。

## 予選
| 順位 | No | ドライバー                 | コンストラクター             | タイム   | 差     |
| ---- | -- | -------------------------- | ---------------------------- | -------- | ------ |
| 1    | 5  | ネルソン・ピケ             | ブラバム・フォード           | 1'29.211 | －     |
| 2    | 2  | カルロス・ロイテマン       | ウィリアムズ・フォード       | 1'29.359 | +0.148 |
| 3    | 1  | アラン・ジョーンズ         | ウィリアムズ・フォード       | 1'29.728 | +0.517 |
| 4    | 15 | アラン・プロスト           | ルノー                       | 1'29.908 | +0.697 |
| 5    | 12 | ナイジェル・マンセル       | ロータス・フォード           | 1'29.997 | +0.786 |
| 6    | 6  | ヘクトール・レバーク       | ブラバム・フォード           | 1'30.182 | +0.971 |
| 7    | 11 | エリオ・デ・アンジェリス   | ロータス・フォード           | 1'30.231 | +1.020 |
| 8    | 16 | ルネ・アルヌー             | ルノー                       | 1'30.232 | +1.021 |
| 9    | 7  | ジョン・ワトソン           | マクラーレン・フォード       | 1'30.566 | +1.355 |
| 10   | 26 | ジャック・ラフィット       | リジェ・マトラ               | 1'30.705 | +1.494 |
| 11   | 27 | ジル・ヴィルヌーヴ         | フェラーリ                   | 1'31.115 | +1.904 |
| 12   | 28 | ディディエ・ピローニ       | フェラーリ                   | 1'31.350 | +2.139 |
| 13   | 8  | アンドレア・デ・チェザリス | マクラーレン・フォード       | 1'31.507 | +2.296 |
| 14   | 3  | エディ・チーバー           | ティレル・フォード           | 1'31.547 | +2.336 |
| 15   | 23 | ブルーノ・ジャコメリ       | アルファロメオ               | 1'31.600 | +2.389 |
| 16   | 22 | マリオ・アンドレッティ     | アルファロメオ               | 1'31.740 | +2.529 |
| 17   | 25 | パトリック・タンベイ       | リジェ・マトラ               | 1'31.747 | +2.536 |
| 18   | 29 | リカルド・パトレーゼ       | アロウズ・フォード           | 1'31.969 | +2.758 |
| 19   | 33 | マルク・スレール           | セオドール・フォード         | 1'32.253 | +3.042 |
| 20   | 17 | デレック・デイリー         | マーチ・フォード             | 1'32.305 | +3.094 |
| 21   | 9  | スリム・ボルグッド         | ATS・フォード                | 1'32.652 | +3.441 |
| 22   | 4  | ミケーレ・アルボレート     | ティレル・フォード           | 1'32.709 | +3.498 |
| 23   | 32 | ジャン＝ピエール・ジャリエ | オゼッラ・フォード           | 1'33.432 | +4.221 |
| 24   | 14 | エリセオ・サラザール       | エンサイン・フォード         | 1'33.848 | +4.637 |
| DNQ  | 20 | ケケ・ロズベルグ           | フィッティパルディ・フォード | 1'34.310 | +5.099 |
| DNQ  | 21 | チコ・セラ                 | フィッティパルディ・フォード | 1'36.546 | +7.335 |
| DNQ  | 35 | ブライアン・ヘントン       | トールマン・ハート           | 1'36.648 | +7.437 |
| DNQ  | 30 | ジャック・ヴィルヌーヴSr.  | アロウズ・フォード           | 1'36.729 | +7.518 |
| DNQ  | 36 | デレック・ワーウィック     | トールマン・ハート           | 1'36.999 | +7.788 |
| DNQ  | 31 | ベッペ・ガビアーニ         | オゼッラ・フォード           | 1'37.493 | +8.282 |

- 上位24台が予選通過

## 決勝
ドライバーズチャンピオン争いの2人がフロントローからのスタートとなった決勝は雨の中のレースとなった。スタートは3番手からジョーンズが出遅れたピケをかわしてトップに立つ。一方、2番手スタートのロイテマンは雨のレースが苦手なのか、一気に後退して10番手以下になる。1周目にジル・ヴィルヌーヴとルネ・アルヌーが接触し、アルヌーはリタイア、ビルヌーブのフロントウイングは少し曲がってしまった。
ジョーンズ、ピケ、プロストの1-3隊形に、10番手スタートのジャック・ラフィット、11番手スタートのジル・ヴィルヌーヴが迫ってくる。6周目にジョーンズがスピン気味にスローダウンしているすきに、プロストがトップに立ち、2番手にラフィットとなる。ピケはレイン用のタイヤが厳しいのかペースが上がらず徐々に後退していく。
雨の中、ミシュランタイヤを履いたチームが上位にが上がり、グッドイヤー勢のウイリアムズ、ブラバムは苦戦している。7周目にはビルヌーブがピケをかわして3位に上がる。
先頭のプロストのペースは上がらず、プロスト、ラフィット、ビルヌーブが接近した展開となる。13周目についにラフィットがプロストをかわし先頭に立ち、２番手以降をどんどん引き離していく。
16周目にビルヌーブがプロストをかわして2位に上がり、1978年以来の2度目の地元グランプリ優勝を目指す。
20周目では先頭ラフィット、以下ビルヌーブ、ジョン・ワトソン、プロスト、ディディエ・ピローニ、ピケとなっている。
37周目、ワトソンがビルヌーブをかわし2位に上がる。3位に落ちたビルヌーブは必死に前を追うが、39周目に周回遅れのエリオ・デ・アンジェリスと接触し、フロントウイングが大きく曲がってしまう。
レース後半、若いナイジェル・マンセルがスリックタイヤに変えて勝負に出たがそれは無謀な賭けであった。すぐにスピンをし、リアウイングを曲げてしまったマンセルはスロー走行でピットに戻ろうとしていたが悪いことに、マンセルを2周遅れにしようとしたプロストと接触し、リタイヤに追いやってしまった。
このプロストのリタイヤによって、ピケが再び5位に上がった。この1ポイントが結果としてドライバーチャンピオンシップを決めるのに大きかった。
55周目、ビルヌーブのウイングが完全にめくれ上がり、視界が半分以上見えない状態になってしまった。数週その状態のまま走り、最終的にはノーズフレームごと脱落してしまった。ビルヌーブはこの状態のまま最後まで走り切った。
レースは雨の中2時間ルールが適用され、63周で終了し、ラフィーがシーズン2勝目、通算6勝目をあげた。これがラフィーにとって最後のグランプリ勝利であった。
2位にワトソン、3位にビルヌーブが入った。5位にピケが入り、ポイントトップのロイテマンにわずか1ポイント差で最終戦を迎えることとなった。
| 順位 | No | ドライバー                 | コンストラクター       | 周回数 | タイム/リタイヤ | グリッド | ポイント |
| ---- | -- | -------------------------- | ---------------------- | ------ | --------------- | -------- | -------- |
| 1    | 26 | ジャック・ラフィット       | リジェ・マトラ         | 63     | 2:01'25.20      | 10       | 9        |
| 2    | 7  | ジョン・ワトソン           | マクラーレン・フォード | 63     | +6.23           | 9        | 6        |
| 3    | 27 | ジル・ヴィルヌーヴ         | フェラーリ             | 63     | +1'50.27        | 11       | 4        |
| 4    | 23 | ブルーノ・ジャコメリ       | アルファロメオ         | 62     | +1 Lap          | 15       | 3        |
| 5    | 5  | ネルソン・ピケ             | ブラバム・フォード     | 62     | +1 Lap          | 1        | 2        |
| 6    | 11 | エリオ・デ・アンジェリス   | ロータス・フォード     | 62     | +1 Lap          | 7        | 1        |
| 7    | 22 | マリオ・アンドレッティ     | アルファロメオ         | 62     | +1 Lap          | 16       |          |
| 8    | 17 | デレック・デイリー         | マーチ・フォード       | 61     | +2 Laps         | 20       |          |
| 9    | 33 | マルク・スレール           | セオドール・フォード   | 61     | +2 Laps         | 19       |          |
| 10   | 2  | カルロス・ロイテマン       | ウィリアムズ・フォード | 60     | +3 Laps         | 2        |          |
| 11   | 4  | ミケーレ・アルボレート     | ティレル・フォード     | 59     | +4 Laps         | 22       |          |
| 12   | 3  | エディ・チーバー           | ティレル・フォード     | 56     | エンジン        | 14       |          |
| Ret  | 8  | アンドレア・デ・チェザリス | マクラーレン・フォード | 51     | スピン          | 13       |          |
| Ret  | 15 | アラン・プロスト           | ルノー                 | 48     | 接触            | 4        |          |
| Ret  | 12 | ナイジェル・マンセル       | ロータス・フォード     | 45     | 接触            | 5        |          |
| Ret  | 9  | スリム・ボルグッド         | ATS・フォード          | 40     | スピン          | 21       |          |
| Ret  | 6  | ヘクトール・レバーク       | ブラバム・フォード     | 35     | スピン          | 6        |          |
| Ret  | 32 | ジャン＝ピエール・ジャリエ | オゼッラ・フォード     | 26     | 接触            | 23       |          |
| Ret  | 1  | アラン・ジョーンズ         | ウィリアムズ・フォード | 24     | ハンドリング    | 3        |          |
| Ret  | 28 | ディディエ・ピローニ       | フェラーリ             | 24     | イグニッション  | 12       |          |
| Ret  | 14 | エリセオ・サラザール       | エンサイン・フォード   | 8      | スピン          | 24       |          |
| Ret  | 25 | パトリック・タンベイ       | リジェ・マトラ         | 6      | 接触            | 17       |          |
| Ret  | 29 | リカルド・パトレーゼ       | アロウズ・フォード     | 6      | 接触            | 18       |          |
| Ret  | 16 | ルネ・アルヌー             | ルノー                 | 0      | 接触            | 8        |          |